# Trans TV
Trans TV – indonezyjska stacja telewizyjna należąca do przedsiębiorstwa Trans Media. Została uruchomiona w 2001 roku.